# Ermenegildo dell'Assunta
Ermenegildo dell'Assunta, (spagnolo: Hermenegildo de la Asunción), al secolo Hermenegildo Iza y Aregita (Mendata, 13 aprile 1879 – Alcázar de San Juan, 26 luglio 1936), è stato un presbitero spagnolo dell'Ordine della Santissima Trinità. Venne fucilato dai repubblicani durante la guerra civile spagnola e venne beatificato come martire da papa Francesco nel 2013.

## Biografia
Ermenegildo dell'Assunta entrò nell'Ordine della Santissima Trinità il 31 ottobre 1894. Emise i voti semplici ad Algorta, (Vizcaya). A Villanueva del Arzobispo (Jaén) fece la professione solenne, il 6 gennaio 1899. Il 29 settembre 1902 fu ordinato sacerdote dall'arcivescovo Marcelo Spínola y Maestre, anche esso venerato come beato dalla Chiesa cattolica. Fu eletto superiore in molteplici occasioni, nei conventi di San Carlino alle Quattro Fontane (Roma), La Rambla, Laredo, Belmonte e Alcázar de San Juan. In quest'ultima comunità, morì martire, il 26 luglio 1936, insieme ai suoi compagni Francesco di San Lorenzo, Bonaventura di Santa Caterina, Placido di Gesù, Antonio di Gesù e Maria e Stefano di San Giuseppe.

## Culto
Il 13 ottobre 2013, a Tarragona, il cardinale Angelo Amato, prefetto della Congregazione per le Cause dei Santi, ha beatificato, su mandato di papa Francesco, 522 martiri spagnoli, uccisi "in odium fidei" durante la guerra civile spagnola. Tra questi il gruppo dei sei martiri dell'Ordine della Santissima Trinità.
La Chiesa cattolica ha concesso la loro memoria liturgica il giorno 6 novembre. All'interno della chiesa della Santissima Trinità di Alcázar si trova la capella dove riposano le spoglie mortali dei sei martiri trinitari e quelle del laico Álvaro Santos Cejudo.